# Gobierno Interino Sirio
El Gobierno Interino Sirio (GIS) fue un protoestado de facto no reconocido en Siria formado el 18 de marzo de 2013 por la Coalición Nacional para las Fuerzas de la Revolución y la Oposición Siria (Coalición Nacional Siria, CNS), un grupo opositor paraguas, durante la guerra civil siria. El Gobierno interino sirio constituyó una administración separada en los territorios controlados por Turquía en el norte de Siria y tuvo autoridad parcial allí. La sede del gobierno provisional en Siria estaba situada en la ciudad de Azaz, en la gobernación de Alepo. Aunque era responsable ante la Coalición Nacional Siria, el SIG estaba estrechamente alineado con Turquía. Las fuerzas armadas del GIS eran el Ejército Nacional Sirio (ENS).
Tras la caída del régimen de Ásad, el GIS coexistió con el gobierno de transición sirio encabezado en Damasco por Mohammed al-Bashir, y la CNS expresó su apoyo al gobierno de transición y pidió la formación de un gobierno que fuera "inclusivo de todos".  El 30 de enero de 2025, el GIS "se puso oficialmente a disposición" del gobierno de transición,   que comenzó a desplegar sus fuerzas en todo el territorio del antiguo GIS a principios de febrero de 2025. 

## Historia
En una conferencia celebrada en Estambul el 19 de marzo de 2013, la Coalición Nacional Siria (CNS) eligió a Gassán Hitu como primer ministro de un gobierno interino sirio. Hitu anunció que se formaría un gobierno técnico dirigido por 10 a 12 ministros, y que el ministro de Defensa sería elegido por el Ejército Libre Sirio. En un principio, el GIS "estaba radicado en el exilio y carecía de una base organizativa dentro de Siria".  Se pretendía que los nuevos ministerios no estuvieran ubicados en un único lugar, sino que se distribuyeran en regiones bajo el control de la oposición siria.
Un cristiano, un kurdo y una mujer formaban parte del primer gabinete; Ahmad Ramadan, de la CNS, afirmó que el gabinete fue designado sobre una base meritocrática. El componente asirio de la Coalición Nacional dijo que no se les prestó ninguna atención en la selección del gabinete. Su Asamblea General tiene una función administrativa. El primer gabinete interino se disolvió en julio de 2014. En octubre de 2014 se formó un nuevo gabinete.
El GIS ha sido la principal autoridad civil en la mayoría de las zonas controladas por la oposición en Siria. Su sistema de consejos administrativos locales opera servicios como escuelas y hospitales en estas áreas. En diciembre de 2015, el GIS fundó la Universidad Libre de Alepo (FAU), como alternativa a las universidades gubernamentales; se estima que a principios de 2018 había 7.000 estudiantes matriculados en la FAU, con campus en territorio controlado por la oposición en cinco provincias. En enero de 2018, el GIS trasladó la administración de la Universidad de Idlib a la ciudad de Bashqateen, al oeste de Alepo. A fines de septiembre de 2016, el ministro de administración local del gobierno interino sirio se encontraba entre una docena de personas asesinadas por un atacante suicida del EIIL en la ciudad sureña de Inkhil.
El gobierno interino tenía su sede en Turquía y recibió financiación directa de los Estados Unidos.  En enero de 2015, el gobierno interino sirio recibió 6 millones de dólares de Estados Unidos, la primera financiación de este tipo. Los fondos se utilizarían para los esfuerzos de reconstrucción y el fortalecimiento del gobierno local en las partes de Siria controladas por la oposición, como el norte de Alepo y el noroeste de Idlib, y el gobierno interino planeaba expandirse al norte de Latakia y el norte de Hama en los próximos meses. En agosto de 2017, el gobierno interino sirio dejó de pagar los salarios a los trabajadores y el trabajo dentro del gobierno interino pasó a ser trabajo voluntario. A medida que la ocupación turca del norte de Siria se acentuó a partir de 2016, el GIS se trasladó a los territorios controlados por Turquía y comenzó a ejercer allí autoridad parcial, incluido el suministro de documentos a ciudadanos sirios.
A finales de 2017, el GIS presidía 12 consejos provinciales y más de 400 consejos locales electos. Se celebraron elecciones en toda la gobernación de Idlib en 2017. También opera un importante cruce fronterizo entre Siria y Turquía, que genera unos ingresos estimados en 1 millón de dólares al mes. En las zonas de oposición fuera de las ocupadas por Turquía, el GIS ha estado en conflicto con el Gobierno de Salvación Sirio islamista por el control desde septiembre de 2017.
El 30 de diciembre de 2017, al menos 30 facciones que operan bajo la bandera del Gobierno interino sirio se fusionaron en un grupo armado unificado después de cuatro meses de preparativos. Jawad Abu Hatab, primer ministro del GIS y Ministro de Defensa, anunció la formación del Ejército Nacional Sirio (SNA) después de reunirse con comandantes rebeldes en la ciudad de Azaz. El organismo recién formado afirmó tener 22.000 combatientes, muchos de ellos entrenados y equipados por Turquía. El Frente Nacional de Liberación también está alineado con el Gobierno interino sirio y eventualmente se convirtió en un subgrupo del SNA.
En 2023, Siria en Directo informó que, si bien la Coalición Nacional Siria era oficialmente una autoridad superior al GIS, era el GIS respaldado por Turquía el que realmente ejercía poder sobre ella, como una señal de que la CNS ahora estaba operando esencialmente bajo control turco. Según otro informe de Syria Direct, en 2023 el GIS todavía dependía totalmente del apoyo turco en las zonas que controlaba nominalmente. Cada consejo local sirio en esas áreas está vinculado a una provincia turca correspondiente. Los coordinadores de los consejos deben informar al gobernador turco, a quien deben consultar antes de tomar decisiones sobre cuestiones estratégicas. Los consejos sirios son elegidos libremente pero, una vez elegidos, deben trabajar con los gobernadores turcos para implementar políticas.  En julio de 2024, estallaron disturbios en zonas controladas por el GIS para protestar contra las políticas turcas y los intentos de Turquía de normalizar las relaciones con el régimen de Assad.
A finales de 2024, el Ejército Nacional Sirio participó en las ofensivas sorpresa que llevaron a la caída del régimen de Assad, al tiempo que capturaba territorios de la Administración Autónoma del Norte y el Este de Siria liderada por los kurdos.
Abdurrahman Mustafa, jefe del gobierno interino sirio, firmó una orden el 30 de enero de 2025 para entregar todos sus poderes y cuadros al gobierno de transición sirio en Damasco. La declaración no fue publicada en su cuenta oficial, pero un informe de Enab Baladi dijo que se había obtenido una copia de la declaración de Yasser Haji, director del departamento de asuntos exteriores y cooperación internacional del gobierno interino, y confirmó su autenticidad. El GIS afirmó: “Ofreceremos nuestras capacidades, cuadros y experiencia al Estado sirio para servir al proyecto de construir una nueva Siria”.
El ENS ha iniciado un proceso de integración en las nuevas fuerzas armadas sirias. El 3 de febrero, se informó que dos líderes del SNA fueron designados comandantes de división en las fuerzas armadas por el Ministerio de Defensa del gobierno de transición. El 5 y el 6 de febrero se desplegaron fuerzas del gobierno de transición en los antiguos territorios del GIS.

## Primeros ministros
| N.º | Retrato | Nombre               | Tomó posesión del cargo  | Dejó el cargo            | Partido político         | Partido político         | Nota(s)                                               |
| --- | ------- | -------------------- | ------------------------ | ------------------------ | ------------------------ | ------------------------ | ----------------------------------------------------- |
| —   |         | Gassán Hitu Interino | 18 de marzo de 2013      | 14 de septiembre de 2013 | Independiente            | Independiente            | No se logró formar un gobierno; dimitió el 8 de julio |
| 1   |         | Ahmad Tumeh          | 14 de septiembre de 2013 | 22 de julio de 2014      | Independiente            | Independiente            | —                                                     |
| (1) |         | Ahmad Tumeh          | 14 de octubre de 2014    | 17 de mayo de 2016       | Independiente            | Independiente            | Segundo mandato                                       |
| 2   |         | Jawad Abu Hatab      | 17 de mayo de 2016       | 10 de marzo de 2019      | Independiente            | Independiente            | —                                                     |
| 3   |         | Abdulrahman Mustafa  | 30 de junio de 2019      | 31 de enero de 2025      | Asamblea sirio-turcomana | Asamblea sirio-turcomana | —                                                     |

## Lista de ministros
| Últimos ministros      | Oficina                          | Desde                   | Hasta               |
| ---------------------- | -------------------------------- | ----------------------- | ------------------- |
| Akram Tomeh            | Viceprimer Ministro              | 12 de julio de 2016     | 30 de enero de 2025 |
| Salim Idris            | Ministro de Defensa              | 1 de septiembre de 2019 | 30 de enero de 2025 |
| Jawad Abu Hatab        | Ministro del Interior            | 12 de julio de 2016     | 30 de enero de 2025 |
| Abdel Moneim Al-Halabi | Ministro de Finanzas             | 12 de julio de 2016     | 30 de enero de 2025 |
| Mohammed Firas Aljundi | Ministro de Salud                | 12 de julio de 2016     | 30 de enero de 2025 |
| Abdul Aziz Aldughem    | Ministro de Educación Superior   | 12 de julio de 2016     | 30 de enero de 2025 |
| Imad Albarq            | Ministro de Educación            | 12 de julio de 2016     | 30 de enero de 2025 |
| Yaaqub Alammar         | Ministro de Administración Local | 12 de julio de 2016     | 30 de enero de 2025 |
| Jamal Kallash          | Ministro de Agricultura          | 12 de julio de 2016     | 30 de enero de 2025 |
| Abdullah Razzouk       | Ministro de Servicios            | 12 de julio de 2016     | 30 de enero de 2025 |